# Хаухет
Хаухет — женское божество Великой Восьмёрки (Огдоады). Ей соответствует мужское божество — Хух, вместе они составляют абстрактное начало — бесконечность. Хух и Хаухет стали второй сотворённой парой, т. к. были рождены на рассвете. Их потомками стали народы Азии.